# が

「が」の筆順

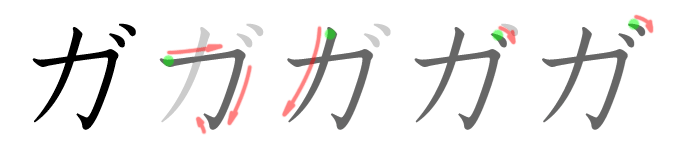
「ガ」の筆順

が、ガは、日本語の音節のひとつであり、仮名のひとつである。1モーラを形成する。か、カに濁点をつけた文字である。
- 現代標準語の音韻: 1子音と1母音「あ」から成る音。舌の後部を口蓋の奥の部分（軟口蓋）に押しあて一旦閉鎖した上で破裂させることで発する。有声。
- 発音： が[ヘルプ/ファイル]

## が に関わる諸事項
- 「が」は、日本語の格助詞、および接続助詞である。